# تورستن فوگز
تورستن فوگز (آلمانی: Torsten Voges؛ زادهٔ ۱۹۶۲)  هنرپیشه اهل آلمان است.

## فیلم‌شناسی
- ۸میلی‌متری
- لبوفسکی بزرگ
- جیا
- دوس بیگالو: ژیگولوی مرد
- دارما و گرگ
- آدم‌های بامزه
- گلوله
- ۳۱
- دو اور